# Biografie aristoteliche
Le Biografie aristoteliche sono narrazioni sulla vita di Aristotele, spesso con un catalogo ragionato (pinax) degli scritti dello Stagirita.

## Caratteristiche
Le più importanti biografie aristoteliche giunte a noi sono di due tipiː la prima, di Diogene Laerzio, con un ampio catalogo delle opere dello Stagirita e la Vita Hesychii che, per consenso degli studiosi, dovrebbe essere l'epitome di una più ampia biografia composta da Esichio di Mileto per il suo Onomatologon, con un catalogo delle opere che solo in parte deriva da Diogene Laerzio. Queste due biografie potrebbero derivare da quella dell'erudito alessandrino Ermippo di Smirne.
Da certo Tolomeo el-Garib ("lo straniero"), invece, deriverebberoː la vita del cosiddetto "Pseudo-Esichio"; la Vita Marciana, pubblicata nel 1886 da Valentin Rose, la Vita Vulgata, la Vita Lascaris, una biografia latina, due biografie siriache e quattro biografie in arabo, una delle quali contiene il pinax delle opere di Aristotele. Questo Tolomeo anticamente veniva identificato in Tolomeo Efestione, del I sec. d.C., ma oggi si propende a individuarlo in un neoplatonico della scuola di Giamblico, nel IV sec. d.C., il quale utilizzò, oltre ad altre fonti, anche la biografia di Ermippo.